# Ас мачева (тарот карта)
Ас мачева је карта из латинске боје, коришћена у италијанским, шпанским и тарот шпиловима. Представља ас из знака мачева, дела Мале Аркане. У земљама енглеског говорног подручја, где су тарот карташке игре мање познате, ова карта се првенствено користи за прорицање. Ас мачева симболизује суштину знака мачева, повезаног са елементом ваздуха, који представља интелект, разум, истину и комуникацију.

## Историја
Ас мачева потиче из традиције тарота, чије корене можемо пратити до средњовековне Европе, посебно шпила Марсејског тарота и касније Рајдер-Вејт тарота (1909). У Рајдер-Вејт шпилу, симболика ове карте је наглашена кроз визуелне елементе који истичу моћ истине и интелекта. Знак мачева је често повезан са изазовима и конфликтима, али Ас представља чист потенцијал овог знака.

## Опис
Ас мачева је прва карта у знаку мачева, симболизујући почетке у области интелекта, јасноће и комуникације. У Рајдер-Вејт тарот шпилу, приказује белу руку која из облака држи мач уперен ка небу, често окружен ореолом или круном, са маслиновом и палмином гранчицом, симболима милости и строгости. У позадини се виде стеновите планине, што сугерише да пут до победе може укључивати изазове.

## Симболизам
Ас мачева је повезан са елементом ваздуха, који представља мисли, истину и правду. Круна на мачу симболизује тријумф, док облаци указују на божанску инспирацију. Двосекли мач наглашава двоструку природу истине — она може ослободити, али и повредити. Позадина са планинама наглашава објективност и изазове на путу ка успеху.

## Гатање

### Усправан положај
У усправном положају, Ас мачева означава:
- Менталну јасноћу: Способност да се види истина или разреши конфузија.
- Нови почетак: Инспирација за нови интелектуални подухват, идеју или пројекат.
- Снагу разума: Доношење одлука заснованих на логици и објективности.
- Пробој: Проналажење решења за дуготрајне проблеме или прекид ограничавајућих образаца.

Ова карта подстиче особу да буде искрена, директна и да се ослони на свој интелект.

### Обрнути положај
Када је обрнута, Ас мачева може указивати на:
- Збуњеност: Недостатак јасноће или погрешно разумевање ситуације.
- Погрешна комуникација: Неспоразуми или сукоби изазвани оштрим речима.
- Злоупотреба моћи: Коришћење интелекта на деструктиван начин.
- Ментални блок: Потешкоће у доношењу одлука или проналажење решења.

Обрнута карта саветује преиспитивање мотива, успоравање и тражење додатне јасноће пре деловања.

## Контекстуална тумачења
- Љубав: У љубавним читањима, Ас мачева може указивати на потребу за отвореном и искреном комуникацијом или доношење тешке одлуке у вези. Усправна, може значити нову перспективу у вези, док обрнута може упозоравати на неспоразуме.[12]
- Каријера: У контексту посла, карта сугерише нови пројекат, стратешко планирање или успех кроз логичко размишљање. Обрнута може указивати на конфузију у професионалним одлукама.[13]
- Духовност: Ас мачева подстиче потрагу за истином и дубљим разумевањем, често кроз интелектуални или аналитички приступ духовним питањима.[14]

## Значајне комбинације
- Ас мачева и Љубавници: Указује на одлуку у вези засновану на рационалном размишљању.
- Ас мачева и Кула: Сугерише изненадну истину која руши илузије.
- Ас мачева и Тројка мачева: Упозорава на болну истину или менталне препреке.[15]

## Галерија
- Ас мачева из Рајдер-Вејт тарот шпила
- Ас мачева из раног 19. века